# My Love (Paul McCartney & Wings)
My Love è un brano musicale di Paul McCartney con i Wings, il più conosciuto dell'album del 1973 Red Rose Speedway.

## Il brano
McCartney dedicò la canzone alla moglie Linda, anche lei membro del gruppo. Il singolo fu pubblicato nel mese di marzo 1973, raggiungendo il primo posto nella classifica americana di Billboard per quattro settimane, il settimo posto in Norvegia ed il nono nella Official Singles Chart in Inghilterra. Si classificò inoltre al primo posto nel genere Easy Listening per tre settimane.
La canzone è inclusa anche nella raccolta dei Wings Wings Greatest e nella compilation All the Best! di Paul McCartney. Una versione live è compresa su Good Evening New York City.

### Registrazione
McCartney volle registrare la canzone in modo insolito, incidendo la base e l'orchestra dal vivo in studio ad Abbey Road, come rivelato da Richard Hewson, che si occupò dell'arrangiamento orchestrale: «McCartney voleva che il brano avesse un certo feeling...Tutto fu inciso live, anche la parte vocale».

## Cover
My Love è stata reinterpretata da numerosi artisti, fra i quali Cher, Cass Elliott, Salena Jones, Harry Connick Jr., Mina e Shinehead. Esistono anche tre versioni jazz strumentali, interpretate rispettivamente da Ivan "Boogaloo Joe" Jones, dai Pieces of a Dream (dall'album del 1996 The Best of Pieces of a Dream), e da Michael Lington (dall'album del 2004 Stay With Me).